# Hartlepool (borough)
Hartlepool è un borough e autorità unitaria della contea di Durham (contea cerimoniale), Inghilterra, Regno Unito, con sede nella città omonima.
L'autorità fu creata con il Local Government Act 1972, il 1º aprile, 1974 dalla fusione del county borough di Hartlepool con parte del distretto rurale di Stockton ed era uno dei quattro distretti della contea di Cleveland.

## Parrocchie civili
Le parrocchie, che non coprono l'area del capoluogo, sono:
- Brierton
- Claxton
- Dalton Piercy
- Elwick
- Greatham
- Hart
- Headland
- Newton Bewley
- Wynyard